# Daphne kamtschatica
Daphne kamtschatica är en tibastväxtart som beskrevs av Carl Maximowicz. Daphne kamtschatica ingår i släktet tibaster, och familjen tibastväxter. Inga underarter finns listade i Catalogue of Life.

## Bildgalleri

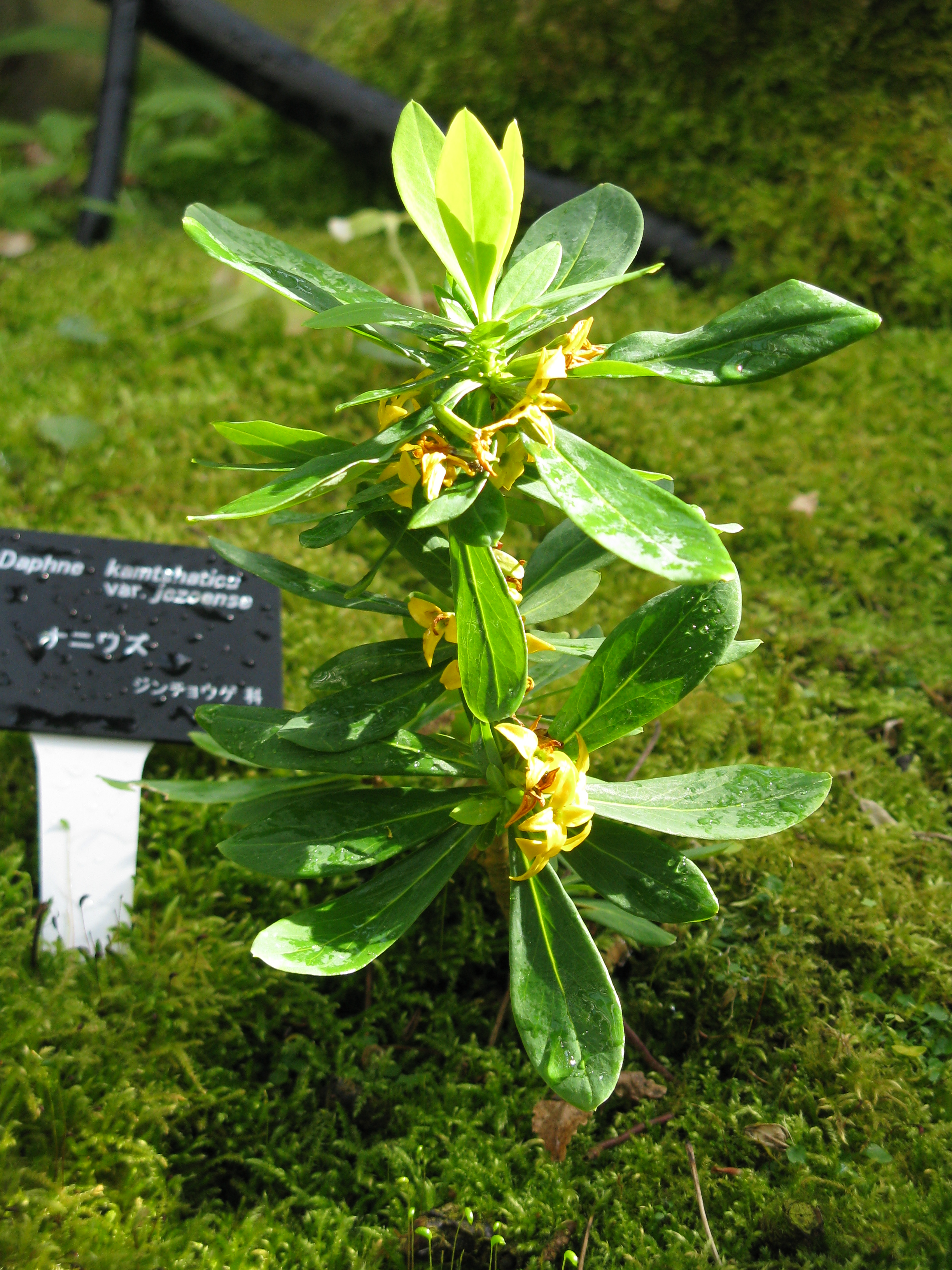
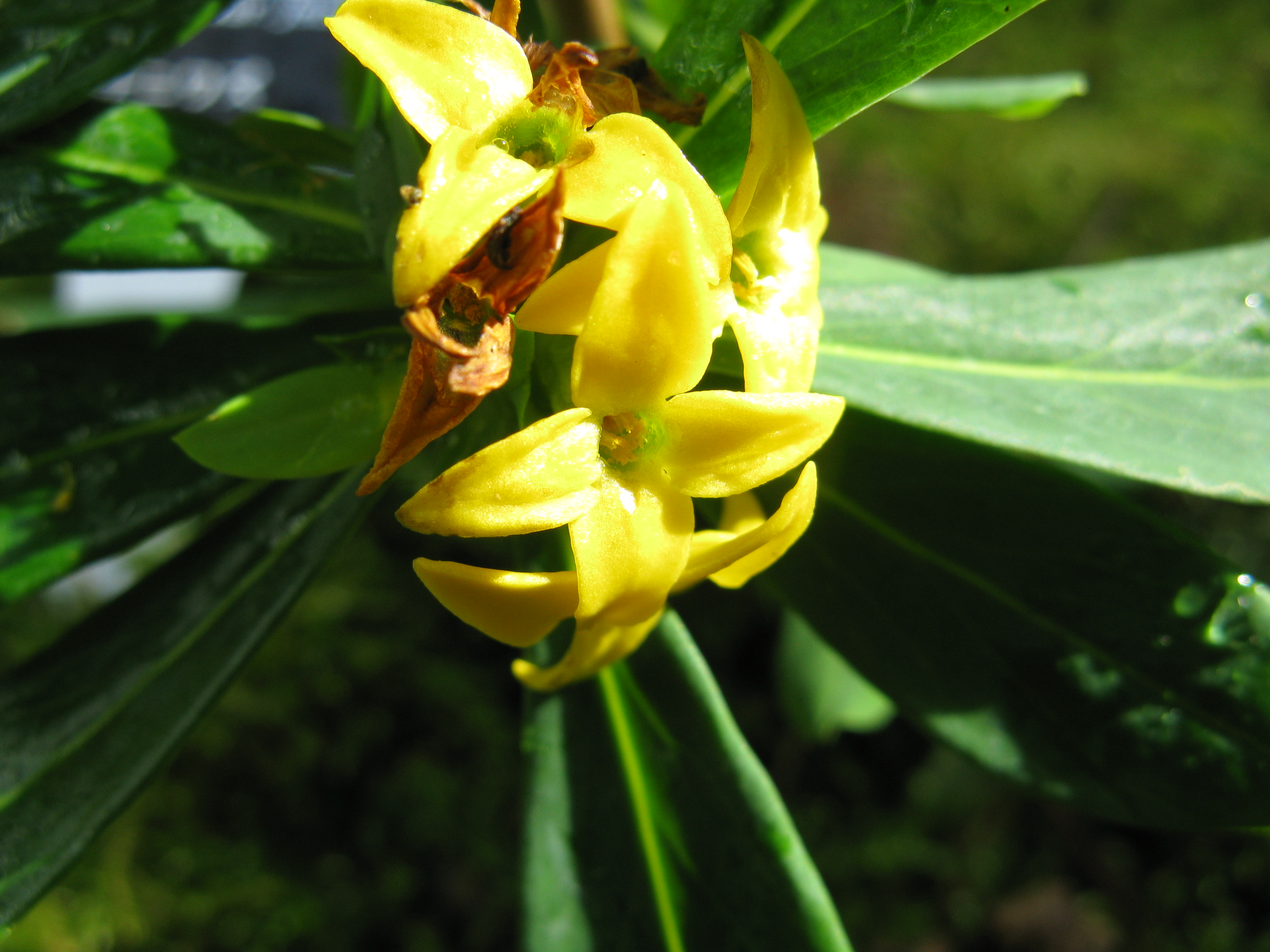